# Barthélemy Forest
Pour les articles homonymes, voir Forest.
Barthélemy Forest est un homme politique français né le 20 novembre 1813 à Cluny (Saône-et-Loire) et décédé le 17 février 1895 à Paris.
Avocat à Paris en 1840, il est élu conseiller municipal de Paris de 1874 à 1883 (assumant brièvement la fonction de président du conseil municipal de Paris en 1876) et député de la Seine de 1883 à 1889, inscrit au groupe de la Gauche radicale. 
Il est inhumé au cimetière de Cluny.

## Sources
- « Barthélemy Forest », dans Adolphe Robert et Gaston Cougny, Dictionnaire des parlementaires français, Edgar Bourloton, 1889-1891 [détail de l’édition]
- « Barthélemy Forest », dans le Dictionnaire des parlementaires français (1889-1940), sous la direction de Jean Jolly, PUF, 1960 [détail de l’édition]